# Diamond Hunters
Diamond Hunters (The Diamond Hunters) è una miniserie televisiva del 2001 diretta da Dennis Berry e interpretata da Alyssa Milano, Sean Patrick Flanery e Roy Scheider. È tratta dal romanzo Cacciatori di diamanti di Wilbur Smith.

## Trama
Tracey Van der Byl ama profondamente il suo fratellastro Johnny, adottato dal padre Jacob dopo la morte dei genitori del ragazzo. Jacob però non sopporta che il giovane abbia più successo, nella vita e nello sport, del suo vero figlio Benedict. Johnny viene quindi allontanato dalla famiglia e va a studiare in America. Molti anni dopo però torna in Sudafrica per lavorare nel campo dei diamanti e il vecchio Van der Byl lo richiama per dirigere la sua azienda. Johnny riceve anche un invito alle nozze di Tracey, e la sua nuova fidanzata Ruby Grange si accorge immediatamente del feeling tra i due.
Tracey cerca di far funzionare il suo matrimonio, prima di scoprire che in realtà si tratta soltanto dell'ennesima decisione presa per lei da suo padre. Johnny progetta la costruzione della Kingfisher, una nave pianificata per pescare diamanti e, con l'aiuto di Tracey, riesce ad ottenere il permesso di navigare attorno ad un'isola ricca di pietre preziose.
Benedict, che non ha mai smesso di odiare Johnny, essendo geloso dei suoi successi, è disposto a tutto pur di ostacolarlo, sia negli affari che nella vita sentimentale. Ruby riceve delle avances da parte di Benedict, che vengono respinte più volte, almeno fino a quando Johnny decide di lasciarla. Tracey è finalmente libera di amare Johnny, ma allo stesso tempo deve aiutarlo a salvare la Kingfisher e recuperare i diamanti, in una lotta all'ultimo respiro contro la diabolica follia di Benedict.